# Sagraea oligantha
Sagraea oligantha là một loài thực vật có hoa trong họ Mua. Loài này được (Urb.) Alain miêu tả khoa học đầu tiên năm 1999.